# El muerto y ser feliz
El muerto y ser feliz è un film del 2012 diretto da Javier Rebollo.